# Pararistolochia manokwariensis
Pararistolochia manokwariensis är en piprankeväxtart som beskrevs av Michael J. Parsons. Pararistolochia manokwariensis ingår i släktet Pararistolochia och familjen piprankeväxter. Inga underarter finns listade i Catalogue of Life.